# موت‌بنرت
| G15 · t | M30 | t | Aa29 | B1 |

| G15 · t | M30 | t | Aa29 | B1 |

موت‌بنرت (انگلیسی: Mutbenret) یا موت‌نجمت یک زن نجیب‌زاده و اشرافی در مصر باستان بود. گفته می‌شود که وی احتمالاً خواهر نفرتیتی همسر بزرگ سلطنتی بوده است.

## نام
نحوه قرائت نام وی در میان مصرشناسان و پژوهشگران مورد مناقشه بوده است، زیرا هیروگلیف‌های «نجم» (nḏm) و «بنر» (bnr) از نظر ظاهری مشابه هستند و هر دو به معنای «شیرین» هستند. در حالی که برخی از محققان شکل موت‌بنرت را ترجیح می‌دهند، برخی دیگر موت‌نجمت را درست می‌دانند. به احتمال زیاد، نام ملکه تانجمت با علامت «بنر» به دنبال مکمل آوایی m نوشته شده است، که نشان می‌دهد «بنر» ظاهری در آن نمونه باید به‌عنوان «نجم» خوانده شود و این دو علامت ممکن است در این نام‌ها به جای هم عمل کرده باشند. همین امر ممکن است برای موت‌بنرت/موت‌نجمت نیز صادق باشد که در این صورت شکل دوم صحیح خواهد بود. این فرضیه وجود دارد که نفرتیتی و خواهرش موت‌بنرت/موت‌نجمت ممکن است دختران پادشاه آینده آیی باشند، نفرتیتی توسط همسری متفاوت از ملکه آینده او تی (که به عنوان «دایه» نفرتیتی تأیید شده) به دنیا آمده باشد. موت‌بنرت/موت‌نجمت می‌توانست توسط هر یک از همسران آیی به دنیا آمده باشد.

## پیشه
موت‌بنرت/موت‌نجمت در تعدادی از صحنه‌ها در عمارنه به عنوان عضوی از دربار سلطنتی آخناتون و نفرتیتی ظاهر می‌شود. به گفته برخی از محققان، موت‌بنرت/موت‌نجمت همان شخص موت‌نجمت، همسر فرعون حورمحب آخرین فرمانروای دودمان هجدهم مصر بوده است. با این حال، هیچ دلیل قطعی برای تأیید یا رد این نظریه وجود ندارد و برخی از محققان در صحت آن تردید دارند.

## نمود در هنر
موت‌بنرت/موت‌نجمت در چندین مقبره اشرافی در عمارنه دیده می‌شود:

نمونه اول: در مقبره پانحسی (مقبره ۶) وجود دو کوتوله بر روی یک نعل درگاه در یک دفتر ثبت مربوط به صحنه اعطای نذری نشان می‌دهد که موت‌بنرت/موت‌نجمت در همان نزدیکی‌ها حضور دارد (احتمالاً در دفتر ثبت دیگری در کنار شاهزاده خانم‌های سلطنتی).

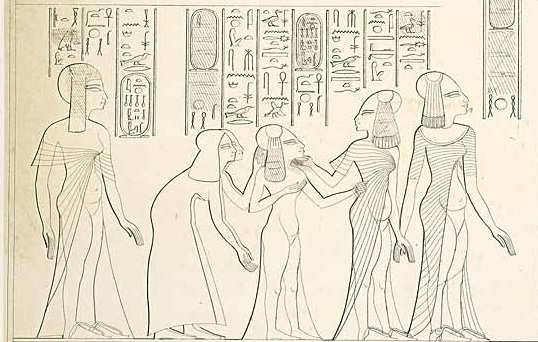
موت‌بنرت/موت‌نجمت پشت سرِ میریت‌آتون، مکتاتن و عنخ‌اسن‌آمون و دایه‌های آنها. صحنه هدیه برای پارن‌نفر. (از لپسیوس ۱۹۰۰: ۱۰۹.)

نمونه دوم: موت‌بنرت/موت‌نجمت پشت شاهدخت‌های سلطنتی در صحنه هدیه برای پارن‌نفر در مقبره ۷ به تصویر کشیده شده است.

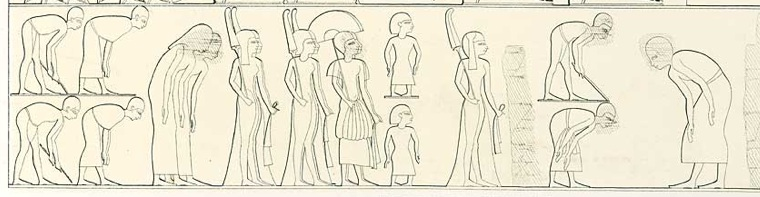
موت‌بنرت/موت‌نجمت پشت دو درباری تعظیم‌کرده، با همراهی دو کوتوله. (لپسیوس ۱۹۰۰: ۹۱.)

نمونه سوم: موت‌بنرت/موت‌نجمت در صحنه هدیه برای توتو در مقبره ۸ به تصویر کشیده شده است. در نوشتار زیر پادشاه و ملکه، خواهر ملکه موت‌بنرت/موت‌نجمت را با دو کوتوله خود، چندین هوادار و دایه‌های شاهزاده خانم‌ها می‌بینیم.

نمونه چهارم: در مقبره می (مقبره ۱۴) خانواده سلطنتی در حال پرستش آتون نشان داده شده است. سه شاهزاده خانم آخناتون و نفرتیتی را همراهی می‌کنند. میریت‌آتون و مکتاتن به عنوان دو شاهزاده خانم در فهرست پایین نامگذاری شده‌اند. سومین شاهزاده خانمی که در بالای آنها به تصویر کشیده شده است به احتمال زیاد عنخ‌اسن‌آمون است. هر کدام در حال تکان دادن جغجغهٔ سیمی مذهبی نشان داده شده‌اند. در بالای شاهزاده خانم‌ها، خواهر ملکه موت‌بنرت/موت‌نجمت را می‌بینیم که با دو کوتوله او همراهی می‌شود.

نمونه پنجم: نعل درگاه در مقبره ناشناخته ۲۰، خانواده سلطنتی را نشان می‌دهد که آتون را عبادت می‌کنند. ما همان صحنه را در سمت چپ و راست اما در تصویر آینه‌ای (قرینه) می‌بینیم. آخناتون در دو طرف با تاج خپرش نشان داده شده است. نفرتیتی و دخترانش هرگز حکاکی نشدند. کتیبه‌ها نشان می‌دهد که نفرتیتی قرار بود از شوهرش پیروی کند و پس از آن میریت‌آتون، مکتاتن و عنخ‌اسن‌آمون قرار داشتند. در پشت پرنسس‌ها، خواهر ملکه موت‌بنرت/موت‌نجمت را می‌بینیم.

نمونه ششم: در مقبره ۲۲ ناشناس، لنگه خانواده سلطنتی را نشان می‌دهد که آتن را می‌پرستند. آخناتون با تاج خپرش نشان داده شده است. نفرتیتی که تاج آبی خود را بر سر داشت به دنبال همسرش رفت و سه شاهزاده خانم، احتمالاً میریت‌آتون، مکتاتن و عنخ‌اسن‌آمون به دنبال او آمدند. در پشت شاهدخت‌ها، خواهر ملکه موت‌بنرت/موت‌نجمت را می‌بینیم.

نمونه هفتم: موت‌بنرت/موت‌نجمت در مقبره آیی (قبر جنوبی ۲۵) به تصویر کشیده شده است، که در آن او به صورت یک دختر جوان نشان داده شده است. القاب رسمی او عبارتند از «خواهر همسر بزرگ پادشاه» (که نشان دهنده رابطه مستقیم با نفرتیتی است). موت‌بنرت/موت‌نجمت در صحنه‌ای بر روی برجستگی (بیرون‌زدگی) یک دیوار به تصویر کشیده شده است. او را دو کوتوله‌اش حمت-نیسو-ار-نحح و موتف-پره همراهی می‌کنند.
حدس زده می‌شود که کرجی حامل زنی با یک کوتوله در قطعه سنگی که در مقبره توت‌عنخ‌آمون یافت شده است، نشان دهنده موت‌بنرت/موت‌نجمت با یکی از این مردان است.